# Município de Eldora (condado de Surry, Carolina do Norte)
O município de Eldora (em inglês: Eldora Township) é um localização localizado no  condado de Surry no estado estadounidense da Carolina do Norte. No ano 2010 tinha uma população de 3.715 habitantes.

## Geografia
O município de Eldora encontra-se localizado nas coordenadas 36° 23′ 25,49″ N, 80° 36′ 37,23″ O.